# 桑吉巴蝴蝶魚
桑吉巴蝴蝶魚，為輻鰭魚綱鱸形目蝴蝶魚科的其中一種。

## 分布
本魚分布於西印度洋區，包括東非、南非、馬達加斯加、葛摩、模里西斯、留尼旺、塞席爾群島等海域。

## 深度
水深3至40公尺。

## 特徵
本魚體呈方圓形，吻短，體色為黃色，體側具有數十條細黑橫紋，背鰭下方有一大黑斑，具有白色或藍色的邊緣。背鰭硬棘13至14枚，背鰭軟條15至17枚；臀鰭硬棘 3枚、臀鰭軟條15至17枚。體長可達12公分。

## 生態
本魚棲息在珊瑚礁區，獨自地或成對地活動，尤其是具有鹿角珊瑚的區域，肉食性，以珊瑚蟲為主食，具有地域性。

## 經濟利用
作為觀賞魚，不供食用。